# Ryan Rohm
Ryan Rohm (* 22. Dezember 1957) ist ein US-amerikanischer Physiker, der sich mit Stringtheorie, Quantenfeldtheorie, Kosmologie und experimenteller Neutrinophysik befasst.
Rohm studierte Physik und Mathematik an der North Carolina State University (NCSU) mit dem Bachelorabschluss 1980 und wurde 1985 an der Princeton University in Physik promoviert. Als Post-Doktorand war er 1985 bis 1988 am Caltech. 1988 bis 1995 war er Assistant Professor an der Boston University. 1997 erwarb er einen Masterabschluss in Informatik an der NCSU. Er ist seit 1998 am KamLAND Experiment beteiligt und am Triangle Universities Nuclear Laboratory (TUNL) der NCSU und Duke University. Außerdem ist er seit 1997 Adjunct Professor an der University of North Carolina at Chapel Hill. 1989 erhielt er von der Alfred P. Sloan Foundation ein Forschungsstipendium (Sloan Research Fellowship).
Mit David Gross, Emil Martinec und Jeff Harvey (Princeton String Quartet) entdeckte er 1985 eine der fünf Superstringtheorien, die Heterotische Stringtheorie.
Später wandte er sich der experimentellen Neutrinophysik am KamLAND Experiment zu.

## Schriften
- mit Edward Witten The antisymmetric tensor field in superstring theory, Annals of physics, Band 170, 1986, 454–489
- mit Michael Dine, Nathan Seiberg, Edward Witten Gluino condensation in superstring models, Physics Letters B, Band 156, 1985, S. 55
- mit Gary Horowitz, Joseph Lykken, Andrew Strominger Purely cubic action for string field theory, Phys. Rev. Letters, Band 57, 1986, S. 283
- Spontaneous supersymmetry breaking in supersymmetric string theories, Nuclear Physics B, Band 237, 1984, S. 553